# Щёкинское водохранилище
Щёкинское водохранилище — водохранилище на реке Упа Тульской области, в 47,5 км от Тулы и близ города Советска.
Построено в 1950 году с целью охлаждения воды, используемой системой водоснабжения Щёкинской ГРЭС. С 2015 г. водохранилище не используется для охлаждения, это делают специальные сооружения на территории электростанции. С 2023 г. ГРЭС возобновило использование воды из водохранилища, для охлаждения.

## Характеристики
Площадь водохранилища составляет 586 га. Средняя глубина — 3,5 метра; 35 % площади водохранилища занято мелководьями. Объём воды — 20,7 млн м3. Высота над уровнем моря — 169,9 м.
Водохранилище условно делится на две части: южную и северную. Южная часть по формам схожа на ватрушку, а северная — вазообразная со слегка покатым горлышком. В центре водохранилища находится большой искусственный остров с лесом и садами.

## Отдых
Водохранилище используется в рекреационных целях — тысячи отдыхающих приезжают сюда, чтобы порыбачить, позагорать на пляже или просто устроить пикник. Западный берег водохранилища стал привлекательным местом отдыха для жителей Советска. Когда-то там был дачный посёлок «Восход», но до наших дней посёлок не дожил, дорога, ведущая к берегу, заросла кустарником и камышом.
В 2015 году на берегу Щекинской (Советской) дамбы был создан открытый городской пляж для отдыха и купания местных жителей. Пляж полностью покрыт привозным речным песком, который ежегодно обновляется.

## Рыбалка
В водах Щёкинского водохранилища обитает 23 вида рыбы. Годовой улов составляет 11,5 тонн. В 2007 году в улове мелкоячейными сетями преобладал карась (61 %), в 2013 основную долю (70,6 %) составляла плотва. Доля окуня не изменилась (17 % в 2007 и 16,9 % в 2013). В крупные сети попадаются преимущественно карась и сазан.

## Радиоактивное загрязнение
В донных осадках водохранилища наблюдается горизонт с повышенным содержанием радионуклидов, образовавшийся после чернобыльской аварии. Более поздние слои изолируют радиоактивный грунт от воды, потому опасность представляет лишь возможный спуск воды из водохранилища, который может привести к вторичному выбросу радиоактивных изотопов в Упу.